# Achrotelium urerae
Achrotelium urerae är en svampart som beskrevs av Vienn.-Bourg. 1955. Achrotelium urerae ingår i släktet Achrotelium och familjen Chaconiaceae.   Inga underarter finns listade i Catalogue of Life.